# Complex hidroelèctric de Cabdella
El sistema dels Estanys de Cabdella és un complex sistema d'emmagatzemament d'aigua per a recursos hidràulics i de consum que aprofita la capçalera del riu Flamisell (conca de la Noguera Pallaresa), creat per la interconnexió de vint-i-sis estanys, molts d'ells incrementats amb l'erecció d'una petita presa que n'augmenta la capacitat original. Aquest sistema està situat en el terme municipal de la Torre de Cabdella, a la comarca del Pallars Jussà.
Sota l'embassament final, que fa de regulador del sistema (l'Estany Gento) hi ha el pantà de Sallente i la central hidroelèctrica de Sallente-Estany Gento, estrenada l'any 1985. Aquesta central hidroelèctrica aprofita les aigües recollides per una gran xarxa de canals subterranis construïda a principis del segle xx. Aquesta xarxa de canals s'expandeix des dels estanys de Cubieso, Nariolo, Tort, Saburó, de Mar i altres de més petits. La central de Sallente-Estany Gento, és reversible. És a dir, pot bombar l'aigua des del pantà de Sallente, fins a l'estany Gento, situat en un pla superior, per tal d'aprofitar l'excedent d'energia elèctrica produïda en determinades hores del dia, que es perdria, i retornar l'aigua a l'estany superior.
Es pot seguir a peu una ruta que coincideix amb el traçat de l'antic carrilet utilitzat per al transport de materials i treballadors, començat a construir l'any 1912, que unia les obres hidroelèctriques que es feien a l'estany Gento (a 2.142 m) amb les de la cambra d'aigües de la central hidroelèctrica de Capdella (d'on surten les canonades que fan el salt d'aigua per moure les turbines) i l'estació de dalt del funicular de la central (2.136 m).

## Dades
- Aigua embassada (2008): 36 hm³[1]
- Aigua embassada (2009): 30 hm³[1]